# Polystoechotidae
Famille
Synonymes
- Ithonidae Newman, 1853 (préféré par NCBI)[2]

Les Polystoechotidae sont une famille d'insectes de l'ordre des Neuroptera.

## Liste des genres
Selon BioLib (30 mai 2019) :
- genre Fontecilla Navás, 1932
- genre Jurapolystoechotes Ren, Engel & Lu, 2002 †
- genre Meilingius Ren, Engel & Lu, 2002 †
- genre Platystoechotes Carpenter, 1940
- genre Polystoechotes Burmeister, 1839

Selon Paleobiology Database (30 mai 2019) :
- genre Frustumopsychops
- genre Jurapolystoechotes
- genre Megapolystoechus
- genre Meilingius
- genre Mesopolystoechus
- genre Osmyloides
- genre Palaeopsychops
- genre Paleopterocalla
- genre Panfilovdvia
- genre Polystoechotites
- genre Ricaniella